# Кубок Англії з футболу 1969—1970
Кубок Англії з футболу 1969—1970 — 89-й розіграш найстарішого футбольного турніру у світі, Кубка виклику Футбольної Асоціації, також відомого як Кубок Англії. Вперше титул здобув Челсі.

## Перший раунд
| Дата                      | Господарі                | Рахунок | Гості               |
| ------------------------- | ------------------------ | ------- | ------------------- |
| 15 листопада              | Дарлінгтон               | 0:0     | Барнслі             |
| 18 листопада Перегравання | Барнслі                  | 2:0     | Дарлінгтон          |
| 15 листопада              | Гартліпул Юнайтед        | 3:0     | Норт Шилдс          |
| 15 листопада              | Борнмут                  | 1:1     | Лутон Таун          |
| 18 листопада Перегравання | Лутон Таун               | 3:1     | Борнмут             |
| 15 листопада              | Бері                     | 2:2     | Менсфілд Таун       |
| 19 листопада Перегравання | Менсфілд Таун            | 2:0     | Бері                |
| 15 листопада              | Йовіл Таун               | 2:3     | Шрусбері Таун       |
| 15 листопада              | Волсолл                  | 0:0     | Лейтон Орієнт       |
| 17 листопада Перегравання | Лейтон Орієнт            | 0:2     | Волсолл             |
| 15 листопада              | Ноттс Каунті             | 0:3     | Ротергем Юнайтед    |
| 15 листопада              | Маклсфілд Таун           | 1:1     | Сканторп Юнайтед    |
| 18 листопада Перегравання | Сканторп Юнайтед         | 4:2     | Маклсфілд Таун      |
| 15 листопада              | Лінкольн Сіті            | 2:0     | Саутпорт            |
| 15 листопада              | Донкастер Роверз         | 1:1     | Кру Александра      |
| 19 листопада Перегравання | Кру Александра           | 0:1     | Донкастер Роверз    |
| 15 листопада              | Транмер Роверз           | 3:0     | Честерфілд          |
| 15 листопада              | Стокпорт Каунті          | 1:1     | Мослі               |
| 18 листопада Перегравання | Мослі                    | 0:1     | Стокпорт Каунті     |
| 15 листопада              | Бангор Сіті              | 6:0     | Кіркбі Таун         |
| 15 листопада              | Брентфорд                | 0:0     | Плімут Аргайл       |
| 19 листопада Перегравання | Плімут Аргайл            | 2:0     | Брентфорд           |
| 15 листопада              | Нортгемптон Таун         | 0:0     | Веймут              |
| 19 листопада Перегравання | Веймут                   | 1:3     | Нортгемптон Таун    |
| 15 листопада              | Брайтон енд Гоув Альбіон | 2:1     | Енфілд              |
| 15 листопада              | Бредфорд Сіті            | 2:1     | Грімсбі Таун        |
| 15 листопада              | Олдем Атлетік            | 3:1     | Грантем             |
| 15 листопада              | Спеннімур Юнайтед        | 1:4     | Рексем              |
| 15 листопада              | Саутенд Юнайтед          | 0:0     | Джиллінгем          |
| 19 листопада Перегравання | Джиллінгем               | 2:1     | Саутенд Юнайтед     |
| 15 листопада              | Ексетер Сіті             | 2:0     | Фулгем              |
| 15 листопада              | Альфретон Таун           | 1:1     | Барроу              |
| 17 листопада Перегравання | Барроу                   | 0:0     | Альфретон Таун      |
| 20 листопада Перегравання | Альфретон Таун           | 2:2     | Барроу              |
| 24 листопада Перегравання | Барроу                   | 2:0     | Альфретон Таун      |
| 15 листопада              | Галіфакс Таун            | 3:3     | Честер Сіті         |
| 19 листопада Перегравання | Честер Сіті              | 1:0     | Галіфакс Таун       |
| 15 листопада              | Ньюпорт Каунті           | 2:1     | Колчестер Юнайтед   |
| 15 листопада              | Маргейт                  | 2:7     | Олдершот            |
| 15 листопада              | Челтнем Таун             | 0:2     | Оксфорд Юнайтед     |
| 15 листопада              | Воркінгтон               | 2:1     | Рочдейл             |
| 15 листопада              | Йорк Сіті                | 2:0     | Вітбі Таун          |
| 15 листопада              | Кеттерінг Таун           | 0:2     | Свонсі Сіті         |
| 15 листопада              | Віган Атлетік            | 1:1     | Порт Вейл           |
| 18 листопада Перегравання | Порт Вейл                | 2:2     | Віган Атлетік       |
| 24 листопада Перегравання | Віган Атлетік            | 1:0     | Порт Вейл           |
| 15 листопада              | Тамворт                  | 2:1     | Торкі Юнайтед       |
| 15 листопада              | Саут Шилдс               | 2:1     | Бредфорд Парк-Авеню |
| 15 листопада              | Челмсфорд Сіті           | 1:2     | Герефорд Юнайтед    |
| 15 листопада              | Волтон-енд-Гершем        | 0:1     | Барнет              |
| 15 листопада              | Гендон                   | 5:3     | Каршолтен Атлетік   |
| 15 листопада              | Дагенем                  | 0:1     | Саттон Юнайтед      |
| 15 листопада              | Фалмут Таун              | 1:4     | Пітерборо Юнайтед   |
| 15 листопада              | Гіллінгдон Боро          | 2:0     | Вімблдон            |
| 15 листопада              | Брентвуд Таун            | 1:0     | Редінг              |
| 15 листопада              | Телфорд Юнайтед          | 0:3     | Бристоль Роверз     |

## Другий раунд
До другого раунду увійшли переможці першого раунду. 
| Дата                   | Господарі                | Рахунок | Гості                    |
| ---------------------- | ------------------------ | ------- | ------------------------ |
| 6 грудня               | Честер Сіті              | 1:1     | Донкастер Роверз         |
| 9 грудня Перегравання  | Донкастер Роверз         | 0:2     | Честер Сіті              |
| 6 грудня               | Гартліпул Юнайтед        | 0:1     | Рексем                   |
| 6 грудня               | Барнет                   | 0:2     | Саттон Юнайтед           |
| 6 грудня               | Джиллінгем               | 6:0     | Тамворт                  |
| 6 грудня               | Шрусбері Таун            | 1:2     | Менсфілд Таун            |
| 6 грудня               | Стокпорт Каунті          | 0:0     | Сканторп Юнайтед         |
| 9 грудня Перегравання  | Сканторп Юнайтед         | 4:0     | Стокпорт Каунті          |
| 6 грудня               | Оксфорд Юнайтед          | 1:5     | Свонсі Сіті              |
| 6 грудня               | Бангор Сіті              | 0:0     | Йорк Сіті                |
| 9 грудня Перегравання  | Йорк Сіті                | 2:0     | Бангор Сіті              |
| 6 грудня               | Барнслі                  | 3:0     | Барроу                   |
| 6 грудня               | Нортгемптон Таун         | 1:1     | Ексетер Сіті             |
| 9 грудня Перегравання  | Ексетер Сіті             | 0:0     | Нортгемптон Таун         |
| 15 грудня Перегравання | Нортгемптон Таун         | 2:1     | Ексетер Сіті             |
| 6 грудня               | Брайтон енд Гоув Альбіон | 1:1     | Волсолл                  |
| 9 грудня Перегравання  | Волсолл                  | 1:1     | Брайтон енд Гоув Альбіон |
| 15 грудня Перегравання | Брайтон енд Гоув Альбіон | 0:0     | Волсолл                  |
| 17 грудня Перегравання | Брайтон енд Гоув Альбіон | 1:2     | Волсолл                  |
| 6 грудня               | Бредфорд Сіті            | 3:0     | Лінкольн Сіті            |
| 6 грудня               | Порт Вейл                | 2:2     | Транмер Роверз           |
| 8 грудня Перегравання  | Транмер Роверз           | 3:1     | Порт Вейл                |
| 6 грудня               | Ньюпорт Каунті           | 2:1     | Герефорд Юнайтед         |
| 6 грудня               | Ротергем Юнайтед         | 3:0     | Воркінгтон               |
| 6 грудня               | Олдершот                 | 3:1     | Бристоль Роверз          |
| 6 грудня               | Пітерборо Юнайтед        | 2:0     | Плімут Аргайл            |
| 6 грудня               | Саут Шилдс               | 0:0     | Олдем Атлетік            |
| 9 грудня Перегравання  | Олдем Атлетік            | 1:2     | Саут Шилдс               |
| 6 грудня               | Гендон                   | 0:2     | Брентвуд Таун            |
| 6 грудня               | Гіллінгдон Боро          | 2:1     | Лутон Таун               |

## Третій раунд
| Дата                  | Господарі            | Рахунок | Гості                   |
| --------------------- | -------------------- | ------- | ----------------------- |
| 3 січня               | Честер Сіті          | 2:1     | Бристоль Сіті           |
| 3 січня               | Бернлі               | 3:0     | Вулвергемптон Вондерерз |
| 3 січня               | Престон Норт-Енд     | 1:1     | Дербі Каунті            |
| 7 січня Перегравання  | Дербі Каунті         | 4:1     | Престон Норт-Енд        |
| 3 січня               | Саутгемптон          | 3:0     | Ньюкасл Юнайтед         |
| 3 січня               | Джиллінгем           | 1:0     | Ньюпорт Каунті          |
| 3 січня               | Лестер Сіті          | 1:0     | Сандерленд              |
| 3 січня               | Ноттінгем Форест     | 0:0     | Карлайл Юнайтед         |
| 6 січня Перегравання  | Карлайл Юнайтед      | 2:1     | Ноттінгем Форест        |
| 3 січня               | Блекберн Роверз      | 0:4     | Свіндон Таун            |
| 3 січня               | Астон Вілла          | 1:1     | Чарльтон Атлетік        |
| 12 січня Перегравання | Чарльтон Атлетік     | 1:0     | Астон Вілла             |
| 3 січня               | Шеффілд Венсдей      | 2:1     | Вест-Бромвіч Альбіон    |
| 3 січня               | Болтон Вондерерз     | 1:2     | Вотфорд                 |
| 3 січня               | Мідлсбро             | 2:1     | Вест Гем Юнайтед        |
| 3 січня               | Шеффілд Юнайтед      | 2:1     | Евертон                 |
| 3 січня               | Іпсвіч Таун          | 0:1     | Манчестер Юнайтед       |
| 3 січня               | Квінз Парк Рейнджерс | 4:1     | Саут Шилдс              |
| 3 січня               | Портсмут             | 1:2     | Транмер Роверз          |
| 3 січня               | Норвіч Сіті          | 1:2     | Рексем                  |
| 3 січня               | Бредфорд Сіті        | 2:2     | Тоттенгем Готспур       |
| 7 січня Перегравання  | Тоттенгем Готспур    | 5:0     | Бредфорд Сіті           |
| 3 січня               | Галл Сіті            | 0:1     | Манчестер Сіті          |
| 3 січня               | Крістал Пелес        | 2:0     | Волсолл                 |
| 3 січня               | Челсі                | 3:0     | Бірмінгем Сіті          |
| 3 січня               | Сканторп Юнайтед     | 2:1     | Міллволл                |
| 3 січня               | Гаддерсфілд Таун     | 1:1     | Олдершот                |
| 12 січня Перегравання | Олдершот             | 3:1     | Гаддерсфілд Таун        |
| 3 січня               | Менсфілд Таун        | 3:2     | Барнслі                 |
| 3 січня               | Арсенал              | 1:1     | Блекпул                 |
| 15 січня Перегравання | Блекпул              | 3:2     | Арсенал                 |
| 3 січня               | Лідс Юнайтед         | 2:1     | Свонсі Сіті             |
| 3 січня               | Йорк Сіті            | 1:1     | Кардіфф Сіті            |
| 12 січня Перегравання | Кардіфф Сіті         | 1:1     | Йорк Сіті               |
| 15 січня Перегравання | Кардіфф Сіті         | 1:3     | Йорк Сіті               |
| 3 січня               | Ротергем Юнайтед     | 0:1     | Пітерборо Юнайтед       |
| 3 січня               | Оксфорд Юнайтед      | 0:0     | Сток Сіті               |
| 7 січня Перегравання  | Сток Сіті            | 3:2     | Оксфорд Юнайтед         |
| 6 січня               | Гіллінгдон Боро      | 0:0     | Саттон Юнайтед          |
| 12 січня Перегравання | Саттон Юнайтед       | 4:1     | Гіллінгдон Боро         |
| 7 січня               | Ковентрі Сіті        | 1:1     | Ліверпуль               |
| 12 січня Перегравання | Ліверпуль            | 3:0     | Ковентрі Сіті           |
| 12 січня              | Брентвуд Таун        | 0:1     | Нортгемптон Таун        |

## Четвертий раунд
У цьому раунді зіграли переможці попереднього етапу.
| Дата                  | Господарі         | Рахунок | Гості                |
| --------------------- | ----------------- | ------- | -------------------- |
| 24 січня              | Блекпул           | 0:2     | Менсфілд Таун        |
| 24 січня              | Ліверпуль         | 3:1     | Рексем               |
| 24 січня              | Саутгемптон       | 1:1     | Лестер Сіті          |
| 28 січня Перегравання | Лестер Сіті       | 4:2     | Саутгемптон          |
| 24 січня              | Саттон Юнайтед    | 0:6     | Лідс Юнайтед         |
| 24 січня              | Вотфорд           | 1:0     | Сток Сіті            |
| 24 січня              | Джиллінгем        | 5:1     | Пітерборо Юнайтед    |
| 24 січня              | Шеффілд Венсдей   | 1:2     | Сканторп Юнайтед     |
| 24 січня              | Мідлсбро          | 4:1     | Йорк Сіті            |
| 24 січня              | Дербі Каунті      | 3:0     | Шеффілд Юнайтед      |
| 24 січня              | Свіндон Таун      | 4:2     | Честер Сіті          |
| 24 січня              | Транмер Роверз    | 0:0     | Нортгемптон Таун     |
| 27 січня Перегравання | Нортгемптон Таун  | 2:1     | Транмер Роверз       |
| 24 січня              | Тоттенгем Готспур | 0:0     | Крістал Пелес        |
| 28 січня Перегравання | Крістал Пелес     | 1:0     | Тоттенгем Готспур    |
| 24 січня              | Манчестер Юнайтед | 3:0     | Манчестер Сіті       |
| 24 січня              | Карлайл Юнайтед   | 2:2     | Олдершот             |
| 28 січня Перегравання | Олдершот          | 1:4     | Карлайл Юнайтед      |
| 24 січня              | Челсі             | 2:2     | Бернлі               |
| 27 січня Перегравання | Бернлі            | 1:3     | Челсі                |
| 24 січня              | Чарльтон Атлетік  | 2:3     | Квінз Парк Рейнджерс |

## П'ятий раунд
На цьому етапі зіграли переможці попереднього раунду.
| Дата                   | Господарі            | Рахунок | Гості             |
| ---------------------- | -------------------- | ------- | ----------------- |
| 7 лютого               | Ліверпуль            | 0:0     | Лестер Сіті       |
| 11 лютого Перегравання | Лестер Сіті          | 0:2     | Ліверпуль         |
| 7 лютого               | Вотфорд              | 2:1     | Джиллінгем        |
| 7 лютого               | Свіндон Таун         | 3:1     | Сканторп Юнайтед  |
| 7 лютого               | Квінз Парк Рейнджерс | 1:0     | Дербі Каунті      |
| 7 лютого               | Нортгемптон Таун     | 2:8     | Манчестер Юнайтед |
| 7 лютого               | Карлайл Юнайтед      | 1:2     | Мідлсбро          |
| 7 лютого               | Крістал Пелес        | 1:4     | Челсі             |
| 7 лютого               | Лідс Юнайтед         | 2:0     | Менсфілд Таун     |

## Шостий раунд
На цьому етапі зіграли переможці попереднього раунду.
| Дата                   | Господарі            | Рахунок | Гості             |
| ---------------------- | -------------------- | ------- | ----------------- |
| 21 лютого              | Мідлсбро             | 1:1     | Манчестер Юнайтед |
| 25 лютого Перегравання | Манчестер Юнайтед    | 2:1     | Мідлсбро          |
| 21 лютого              | Вотфорд              | 1:0     | Ліверпуль         |
| 21 лютого              | Свіндон Таун         | 0:2     | Лідс Юнайтед      |
| 21 лютого              | Квінз Парк Рейнджерс | 2:4     | Челсі             |

## Півфінали
У півфіналах зіграли команди, що перемогли на попередньому етапі.
| Дата                    | Господарі         | Рахунок | Гості        |
| ----------------------- | ----------------- | ------- | ------------ |
| 14 березня              | Манчестер Юнайтед | 0:0     | Лідс Юнайтед |
| 23 березня Перегравання | Манчестер Юнайтед | 0:0 дч  | Лідс Юнайтед |
| 26 березня Перегравання | Манчестер Юнайтед | 0:1     | Лідс Юнайтед |
| 14 березня              | Челсі             | 5:1     | Вотфорд      |

## Матч за третє місце
| Дата      | Господарі         | Рахунок | Гості   |
| --------- | ----------------- | ------- | ------- |
| 10 квітня | Манчестер Юнайтед | 2:0     | Вотфорд |

## Фінал
| 11 квітня 1970 15:00 BST |

| Челсі                     | 2:2 дч   | Лідс Юнайтед          |
| ------------------------- | -------- | --------------------- |
| Хаусмен 41' Гатчінсон 86' | Протокол | Чарлтон 20' Джонс 84' |

| Вемблі, Лондон Глядачів: 100 000 Арбітр: Ерік Дженнінгс |

Перегравання
| 29 квітня 1970 15:00 BST |

| Челсі               | 2:1 дч   | Лідс Юнайтед |
| ------------------- | -------- | ------------ |
| Осгуд 78' Вебб 104' | Протокол | Джонс 35'    |

| Олд-Траффорд, Манчестер Глядачів: 62 078 Арбітр: Ерік Дженнінгс |